# Krześlice
Krześlice – wieś w Polsce, położona w województwie wielkopolskim, w powiecie poznańskim, w gminie Pobiedziska. Należy do sołectwa Łagiewniki.
W latach 1975–1998 miejscowość administracyjnie należała do województwa poznańskiego.